# Lycocerus okabei
Lycocerus okabei là một loài bọ cánh cứng trong họ Cantharidae. Loài này được Takahashi miêu tả khoa học năm 1992.